# Paul Hoffmann (Verwaltungsjurist)
Paul Hoffmann (* 17. Dezember 1900 in Berlin; † 11. Dezember 1973 ebenda) war ein deutscher Verwaltungsjurist. Von 1936 bis 1941 war er Regierungspräsident des Regierungsbezirks Königsberg.

## Leben

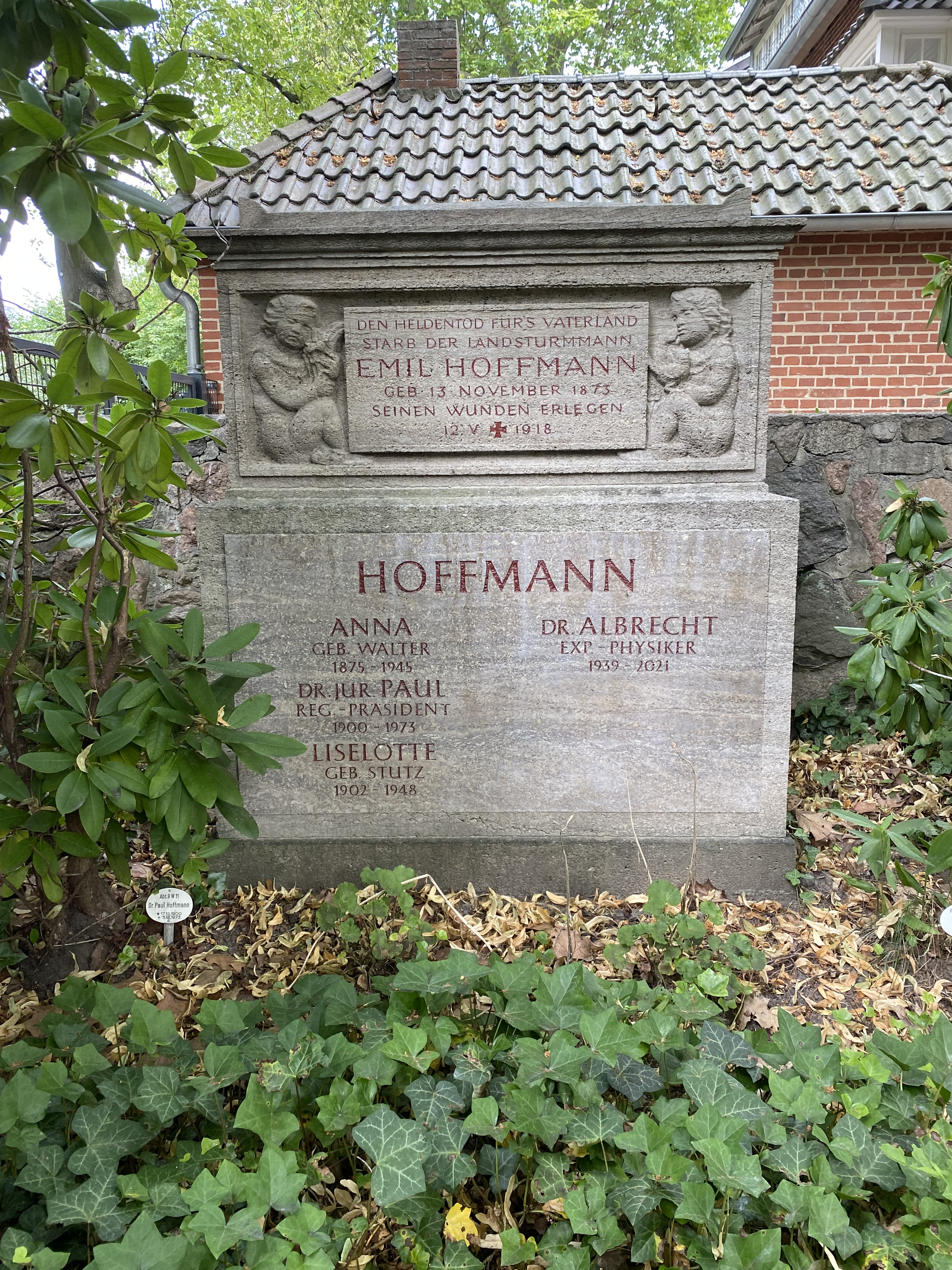
Grabstätte auf dem Friedhof Dahlem (Feld 001-285)

Nach freiwilliger Teilnahme am Ersten Weltkrieg nahm Hoffmann ein Studium der Rechtswissenschaft auf. Während seines Studiums wurde er 1919 Mitglied der Burschenschaft Obotritia Rostock. Sein Studium schloss er 1923 mit dem Referendarexamen ab. Im gleichen Jahr erfolgte seine Promotion zum Doktor der Rechte. Danach absolvierte er als Regierungsreferendar den juristischen Vorbereitungsdienst. 1925 legte er das Assessorexamen ab.
Hoffmann war ab 1925 Hilfsarbeiter beim Landrat in Nordhausen und wechselte Anfang September 1927 zum Oberpräsidium in Königsberg. Von Februar bis September 1933 war er Hilfsarbeiter im Preußischen Finanzministerium, und von Mai bis August 1933 in der Reichskanzlei zugleich persönlicher Referent von Adolf Hitler. Am 20. April 1933 erfolgte seine Beförderung zum Regierungsrat und am 1. September 1933 die Abordnung zur Preußischen Bau- und Finanzdirektion. Von Oktober 1933 bis November 1934 leitete er vertretungsweise das Landratsamt des Landkreises Königsberg. Ab April 1935 war er Regierungsvizepräsident des Regierungsbezirks Westpreußen und von Juli 1936 bis 1941 Regierungspräsident des Regierungsbezirks Königsberg. Den Regierungsbezirk leitete er bis zu seiner Ernennung im Januar 1937 kommissarisch. Ab 1940 war er auch Vizepräsident des ostpreußischen Oberpräsidiums. Hoffmann war von 1919 bis 1925 Mitglied der DNVP. Zum 1. März 1932 trat er in die NSDAP ein (Mitgliedsnummer 1.061.364). Er war Gauhauptstellenleiter im NSDAP-Gau Ostpreußen und Mitglied der innenpolitischen Abteilung des Gaustabes. Innerhalb der SA bekleidete er den Rang eines Scharführers.
Im Vorfeld der Schlacht um Königsberg flüchtete Hoffmann mit seiner Familie nach Berlin. Ab 1950 war er für die IHK Berlin tätig.
Er war verheiratet mit Liselotte, geb. Stutz (1902–1948). Sein Sohn war der Militärhistoriker Joachim Hoffmann (1930–2002).
Paul Hoffmann starb wenige Tage vor seinem 73. Geburtstag in Berlin. Sein Grab befindet sich auf dem Friedhof Dahlem.